# Port lotniczy Mampikony
Port lotniczy Mampikony (IATA: WMP, ICAO: FMNP) – port lotniczy położony w Mampikony, w prowincji Mahajanga, na Madagaskarze.

## Linie lotnicze i połączenia
| Linia Lotnicza | Kierunek        |
| -------------- | --------------- |
| Air Madagascar | 1. Antananarywa |